# Ken Paxton
Warren Kenneth Paxton Jr. (23 de dezembro de 1962) é um advogado e político americano que serviu como procurador-geral do Texas desde janeiro de 2015. Paxton é um conservador do Tea Party. Paxton foi reeleito para um segundo mandato como Procurador-Geral em 2018. Anteriormente, serviu como Senador do Estado do Texas para o 8º distrito e Representante do Estado do Texas para o 70º distrito.
Paxton está sob indiciamento desde 2015, por acusações de fraude em títulos estaduais relacionadas a atividades anteriores à posse; ele se declarou inocente. Além disso, em outubro de 2020, vários assistentes de alto nível no escritório de Paxton o acusaram de "suborno, abuso de poder e outros crimes".
Depois que Joe Biden venceu a eleição presidencial de 2020 e Donald Trump se recusou a ceder enquanto fazia falsas alegações de fraude eleitoral, Paxton ajudou Trump em seus esforços para anular o resultado, desde entrar com o caso malsucedido Texas x Pensilvânia na Suprema Corte até falar no reunião Trump realizada em 6 de janeiro de 2021, que imediatamente precedeu a tentativa de insurreição no Capitólio.
Paxton continua a fazer afirmações falsas de que Biden "derrubou" Trump nas eleições de 2020.